# 2000 v dopravě
Tento článek obsahuje seznam událostí souvisejících s dopravou, které proběhly roku 2000.

## Leden
- 5. ledna

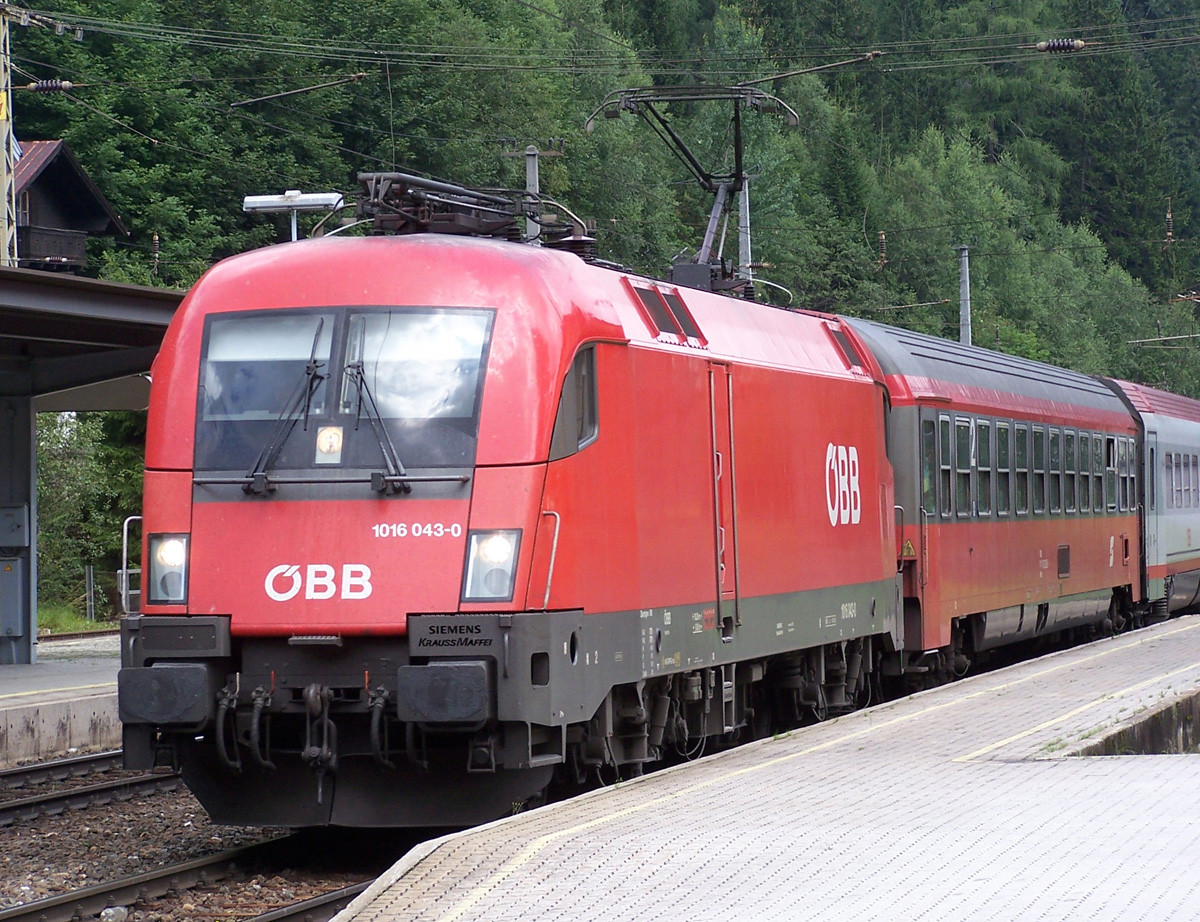
Lokomotiva Taurus

  ÖBB převzaly od výrobce Siemens do zkušebního provozu první lokomotivu Taurus – stroj 1016.003.
- 23. ledna

  Na zkušebním okruhu u Velimi byly zahájeny oživovací zkoušky dvoufrekvenčních (25 kV, 50 Hz a 15 kV 16,7 Hz) elektrických lokomotiv řady EG 3100, které dánským drahám DSB dodává firma Siemens.
- 27. ledna

 Souprava metra M1 zahájila zkušební provoz s cestujícími na trase C pražského metra.
- 31. ledna

 Byl vyhlášen konkurs na společnost ČKD Dopravní systémy.

## Únor
- 11. února

 V úseku Wels – Lambach dosáhla lokomotiva 1016.001 rychlosti 255 km/h a tím překonala dosavadní rychlostní rekord ÖBB z 24. září 1987.

## Březen
- 29. března

 Po 160 letech existence byla zrušena železniční stanice Rajhrad a byla nahrazena stejnojmennou železniční zastávkou.

## Květen
- 28. května

 V platnost vstoupil nový grafikon vlakové dopravy a zároveň došlo k přetrasování vlaků kategorie EuroCity mezi Prahou a Brnem z trati přes Havlíčkův Brod na trať přes Českou Třebovou.
 Na trati Praha – Děčín, která je součástí I. tranzitního koridoru, byl zahájen běžný provoz expresních vlaků rychlostí 160 km/h s využitím rekonstruovaných lokomotiv řady 371.

## Červenec
- 1. července

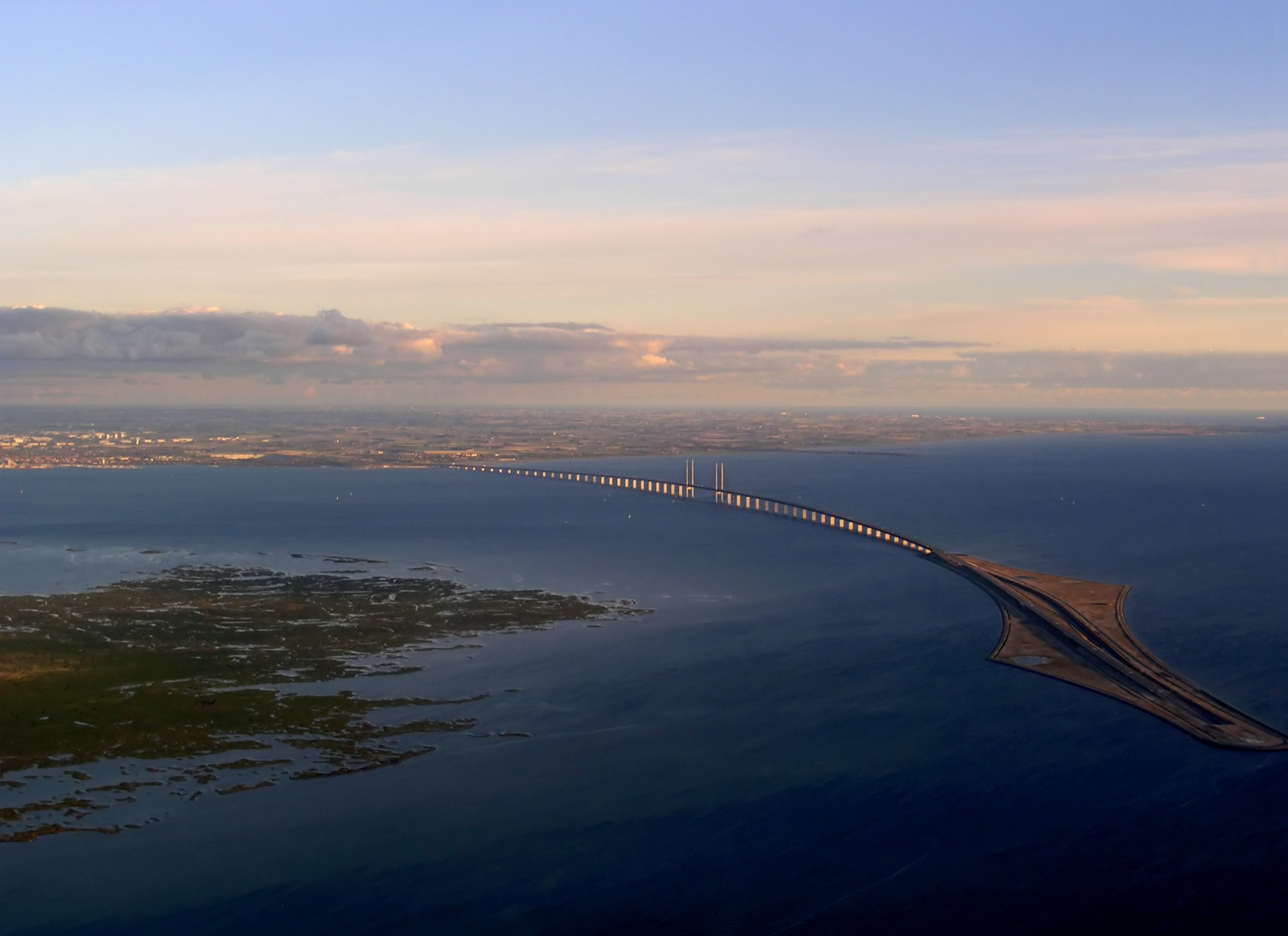
Most přes Öresund

  Byl zahájen provoz na pevném spojení přes průliv Øresund. Nové silniční a železniční spojení má délku 15,5 km, zahrnuje 3,5 km dlouhý tunel na dánské straně, umělý ostrov Pepparholm a 7,8 km dlouhý dvoupatrový most mezi tímto ostrovem s Švédskem.

## Srpen
- 22. srpna

 Byla zahájena stavba úseku Hrobce – Lovosice (15,523 km) na I. tranzitním koridoru.

## Říjen
- 19. října

 První vlak vedený elektrickou lokomotivou projel úsekem České Budějovice – Velešín.
- 26. října

 Byla zahájena stavba prodloužení trasy C pražského metra v úseku Nádraží Holešovice – Ládví.

## Listopad
- 1. listopadu

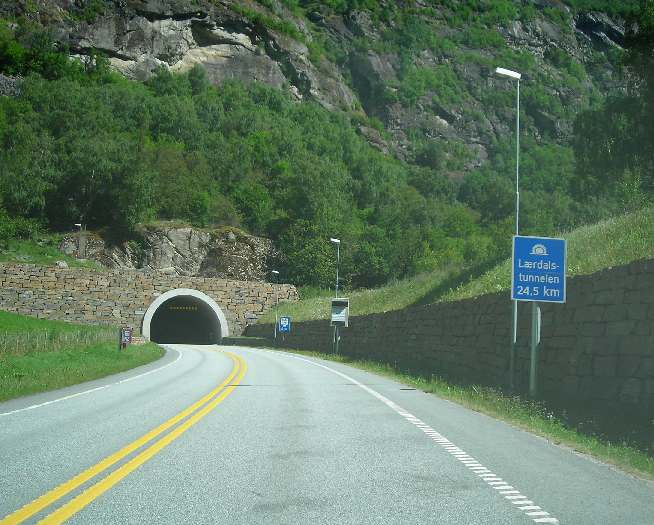
Portál Lærdalského tunelu

 Byl slavnostně zahájen elektrický provoz na trati České Budějovice – Velešín.
- 16. listopadu

 Byl ukončen provoz trolejbusů Škoda-Sanos S 200 ve Zlíně a tím i v celém Česku.
- 21. listopadu

 Proběhla první zkušební jízda úzkorozchodné (1000 mm) elektrické jednotky řady 425.95, určené pro provoz v síti Tatranských elektrických železnic.
- 27. listopadu

 Slavnostně otevřen Lærdalský tunel, nejdelší silniční tunel na světě dlouhý 24,5 km.

## Prosinec
- 20. prosince

  Lokomotivy řady 350 ŽSR začaly jezdit po českých koridorových tratích rychlostí 160 km/h.